# Polystachya bipoda
Espèce
Polystachya bipoda Stévart est une espèce de plantes à fleurs de la famille des Orchidaceae (les orchidées) et du genre Polystachya, présente au Cameroun, en Guinée équatoriale et au Gabon. 

## Description
C'est une herbe épiphyte glabre qui peut atteindre 9 cm de haut.

## Distribution
L'espèce a été observée au parc national de Monte Alén, dans le Río Muni (auj. Région continentale, Guinée équatoriale), dans les monts de Cristal au Gabon et au sud du Cameroun, à Akom II, où elle est menacée par l'exploitation forestière. Son aire de distribution est limitée, mais elle y est très fréquente.

## Habitat
On la trouve notamment dans les touffes de mousses et de fougères en lisière, sur des inselbergs, également dans la canopée de la forêt dense submontagnarde, à une altitude comprise entre 680 et 1 110 m.